# Пеніофора
Пеніофора (Peniophora) — рід патогенних грибів родини Peniophoraceae. Назва вперше опублікована 1879 року.

## Поширення та середовище існування
На ряді представників роду паразитують інші гриби. Наприклад, Tremella mesenterica є паразитом кількох видів Peniophora.
В Україні зростають:
- Peniophora aurantiaca
- Peniophora cinerea
- Peniophora incarnata
- Peniophora laeta
- Peniophora nuda
- Peniophora pini
- Peniophora pithya
- Peniophora polygonia
- Peniophora quercina
- Peniophora rufa
- Peniophora violaceolivida

## Галерея

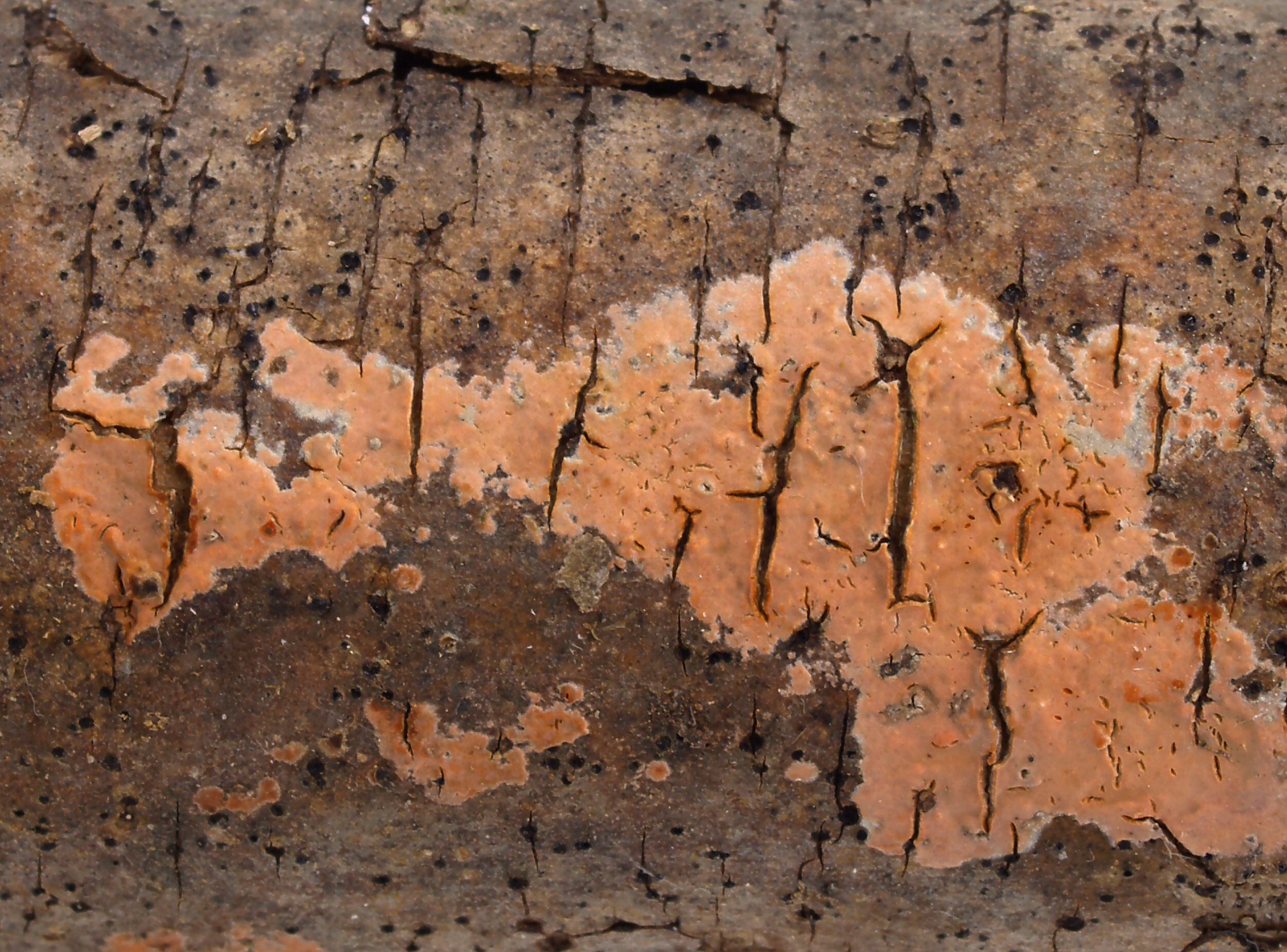
Peniophora incarnata
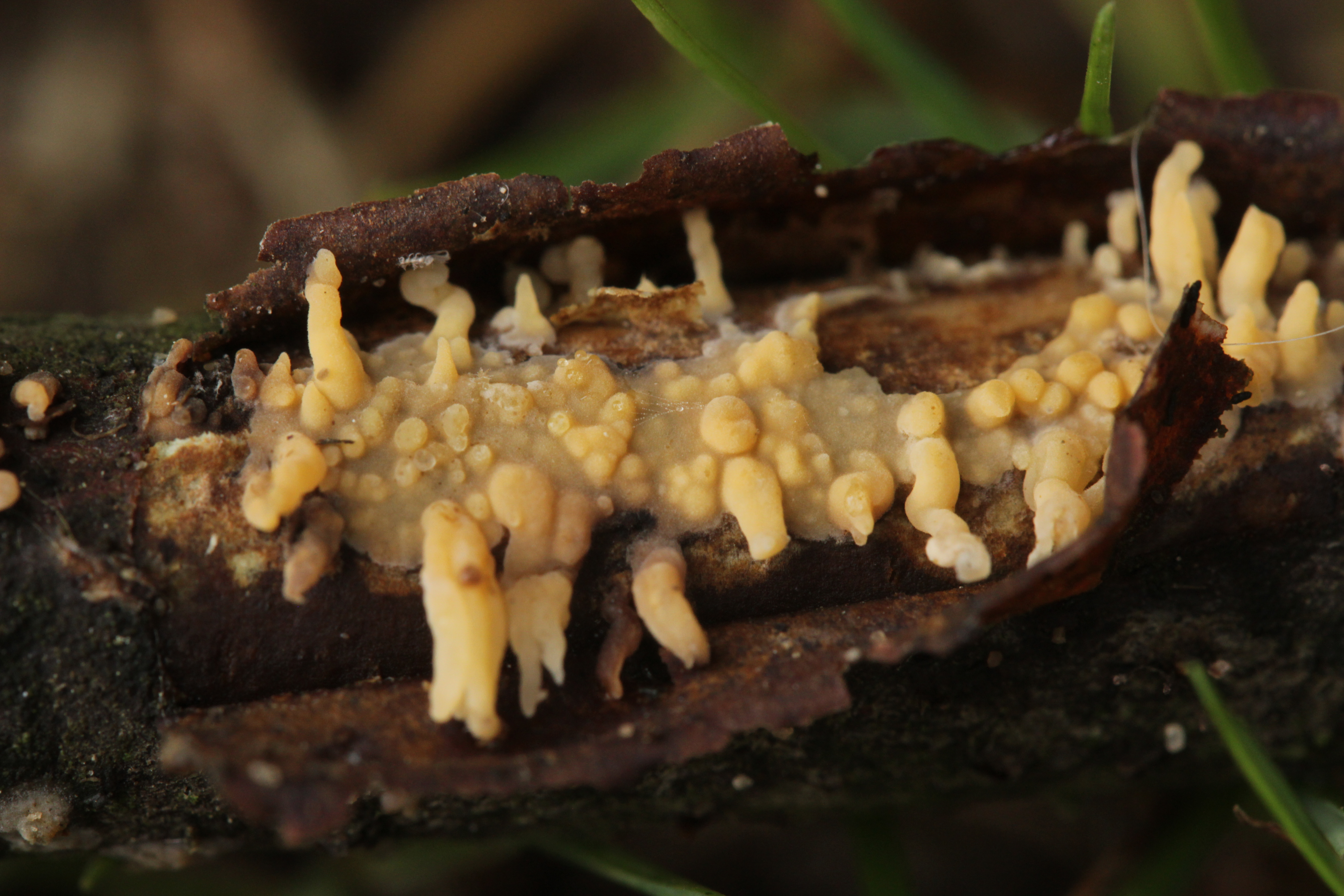
Peniophora laeta
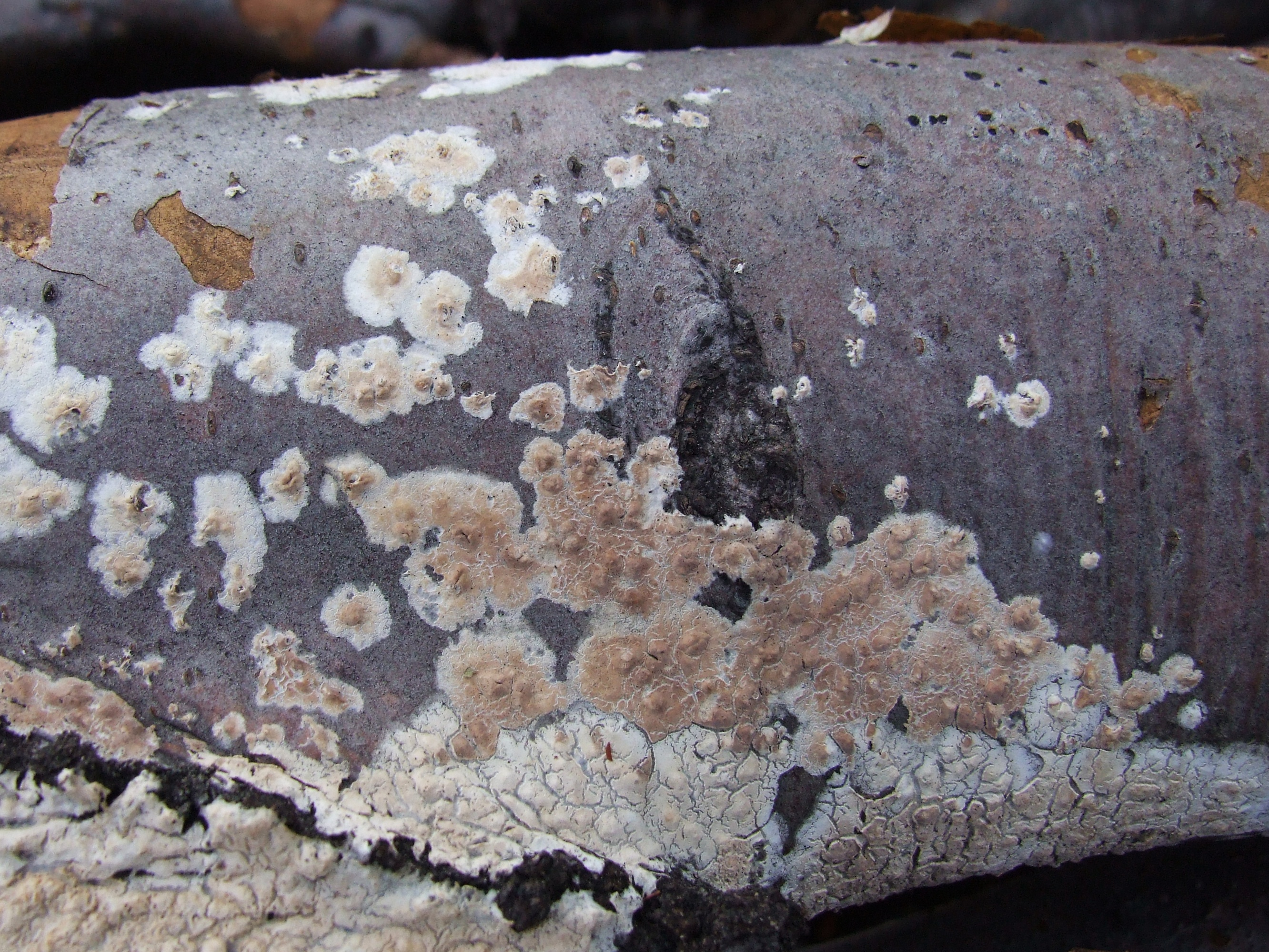
Peniophora quercina